# Gran Premio motociclistico di Spagna 1971
Il Gran Premio motociclistico di Spagna fu l'ultimo appuntamento del motomondiale 1971.
Si svolse il 26 settembre 1971 sul Circuito permanente del Jarama (anziché sul tradizionale Circuito del Montjuïc). Corsero tutte le classi tranne i sidecar.
Ángel Nieto perse il titolo della 50 cadendo al primo giro: la vittoria della gara e del Mondiale andò a Jan de Vries. Lo spagnolo si rifece in 125, approfittando della caduta di Barry Sheene, in testa per buona parte della gara.
Anche la gara della 250 assegnò il titolo di campione del mondo: ritiratosi il favorito Rodney Gould per noie meccaniche mentre era in testa, GP e iride andarono al connazionale Phil Read.
350 e 500, assente Giacomo Agostini (già iridato in entrambe le classi), furono appannaggio rispettivamente di Teuvo Länsivuori e Dave Simmonds.

## Classe 500
Furono 14 i piloti presenti alla partenza. e di questi 11 vennero classificati al termine della gara.

### Arrivati al traguardo
| Pos | Pilota             | Moto          | Tempo      | Punti |
| --- | ------------------ | ------------- | ---------- | ----- |
| 1   | Dave Simmonds      | Kawasaki      | 1h 14' 53" | 15    |
| 2   | Kaarlo Koivuniemi  | Seeley        | +1' 32" 7  | 12    |
| 3   | Eric Offenstadt    | SMAC-Kawasaki | +1' 35" 5  | 10    |
| 4   | Benjamín Grau      | Bultaco       | +1' 36" 2  | 8     |
| 5   | Keith Turner       | Suzuki        | +1' 46" 4  | 6     |
| 6   | Jack Findlay       | Suzuki        | +1 giro    | 5     |
| 7   | Peter Jones        | Suzuki        | +1 giro    | 4     |
| 8   | Juan Bordons       | Bultaco       | +1 giro    | 3     |
| 9   | Kurt-Ivan Carlsson | Yamaha        | +2 giri    | 2     |
| 10  | Emanuele Maugliani | Seeley        | +3 giri    | 1     |
| 11  | Larbi Habbiche     | Yamaha        |            |       |

### Ritirati
| Pilota             | Moto      | Motivo ritiro |
| ------------------ | --------- | ------------- |
| Bosse Granath      | Husqvarna |               |
| Hansruedi Brüngger | Bultaco   |               |
| Maurice Hawthorne  | Kawasaki  |               |

## Classe 350

### Arrivati al traguardo
| Pos. | Pilota             | Moto      | Tempo        | Punti |
| ---- | ------------------ | --------- | ------------ | ----- |
| 1    | Teuvo Länsivuori   | Yamaha    | 1h 10' 23" 8 | 15    |
| 2    | Kurt-Ivan Carlsson | Yamaha    | +13" 5       | 12    |
| 3    | Werner Pfirter     | Yamaha    | +1' 09" 7    | 10    |
| 4    | Hannu Kuparinen    | Yamaha    | +1' 30" 1    | 8     |
| 5    | Bosse Granath      | Yamaha    | +1 giro      | 6     |
| 6    | Jack Findlay       | Yamaha    |              | 5     |
| 7    | Giuseppe Mandolini | Aermacchi | +2 giri      | 4     |
| 8    | Emanuele Maugliani | Yamaha    | +3 giri      | 3     |
| 9    | Larbi Habbiche     | Yamaha    |              | 2     |

## Classe 250
23 piloti alla partenza, 11 al traguardo.

### Arrivati al traguardo
| Pos | Pilota                       | Moto      | Tempo        | Punti |
| --- | ---------------------------- | --------- | ------------ | ----- |
| 1   | Jarno Saarinen               | Yamaha    | 1h 03' 28" 1 | 15    |
| 2   | Phil Read                    | Yamaha    | +3" 2        | 12    |
| 3   | Chas Mortimer                | Yamaha    | +8" 6        | 10    |
| 4   | Werner Pfirter               | Yamaha    | +32" 4       | 8     |
| 5   | Renzo Pasolini               | Aermacchi | +39" 1       | 6     |
| 6   | John Dodds                   | Yamaha    | +1 giro      | 5     |
| 7   | Leo Commu                    | Yamaha    | +2 giri      | 4     |
| 8   | Juan Bordons                 | Bultaco   |              | 3     |
| 9   | Fernando González De Nicolás | Bultaco   |              | 2     |
| 10  | Ramón Galí                   | Bultaco   |              | 1     |

## Classe 125

### Arrivati al traguardo
| Pos | Pilota            | Moto      | Tempo     | Punti |
| --- | ----------------- | --------- | --------- | ----- |
| 1   | Ángel Nieto       | Derbi     | 56' 23" 8 | 15    |
| 2   | Chas Mortimer     | Yamaha    | +1' 00" 5 | 12    |
| 3   | Barry Sheene      | Suzuki    | +1' 07" 6 | 10    |
| 4   | Dave Simmonds     | Kawasaki  | +1' 17" 5 | 8     |
| 5   | Kent Andersson    | Yamaha    | +1' 25" 5 | 6     |
| 6   | Otello Buscherini | Derbi     | +1' 30" 3 | 5     |
| 7   | Gert Bender       | Maico     | +1 giro   | 4     |
| 8   | Benjamín Grau     | Bultaco   |           | 3     |
| 9   | Aldo Pero         | Aermacchi |           | 2     |
| 10  | Ramón Galí        | Bultaco   |           | 1     |

## Classe 50
17 piloti alla partenza, 7 al traguardo.

### Arrivati al traguardo
| Pos | Pilota         | Moto     | Tempo     | Punti |
| --- | -------------- | -------- | --------- | ----- |
| 1   | Jan de Vries   | Kreidler | 36' 47" 2 | 15    |
| 2   | Jarno Saarinen | Kreidler | +50"      | 12    |
| 3   | Herman Meijer  | Jamathi  | +1' 31" 6 | 10    |
| 4   | Rudolf Kunz    | Kreidler | +1' 36" 4 | 8     |
| 5   | Jan Bruins     | Kreidler | +1' 57" 2 | 6     |
| 6   | Leo Commu      | Jamathi  | +1 giro   | 5     |
| 7   | Luigi Rinaudo  | Tomos    |           | 4     |

## Fonti e bibliografia
- Corriere dello Sport, 27 settembre 1971, pag. 14.
- El Mundo Deportivo, 26 settembre 1971, pag. 21 e 27 settembre 1971, pagg. 30-31 e 22 maggio 1983, pag. 23.
- Risultati della 500 su autosport.com, su autosport.com.